# Doyang
Doyang (ou Doyan, Daouyang, Daujang) est une localité du Cameroun située dans le département du Mayo-Kani et la Région de l'Extrême-Nord. Elle fait partie de la commune de Mindif.

## Population
En 1976, plusieurs villages portaient le nom de Doyang dans le lawanat de Mindif :
- Doyang Bourleo : 157 habitants, des Moundang
- Doyang Garre : 109 habitants, dont 37 Peuls et 72 Moundang
- Doyang Moundang : 88 habitants, des Moundang
- Doyang Zoli : 431 habitants, des Moundang.

Le recensement de 2005 ne considère qu'une seule localité du nom de Doyang et y dénombre 2 721 personnes.

## Infrastructures
En 2018, Doyang possède un collège public général (CES).